# 青木书店
青木书店（日语：青木書店）日本东京都千代田区神田神保町1-60号的日本出版社。英语名为“Aoki Shoten Publishing Co”。

## 概说
1945年，青木春男建立此书店。马克思主义的人文科学、自然科学、科学史出版物是书店主要出售作品。
1960到70年代的罢课时代卡尔·马克思、弗里德里希·恩格斯相关出版物是出版社主要出售的作品。苏联解体、东欧剧变以及共产主义退潮以来、出版活动开始转型，主要出售社会科学、教育、环境思想相关的出版物。
1950年代到60年代，青木文库刊行、社会科学无产阶级文学为主要出版物。

## 关连项目
- 青木富贵子